# Истичка
Истичка — река в России, протекает по Арсеньевскому району Тульской области. Правый приток Исты.

## География
Река Истичка берёт начало в районе села Манаенки. Течёт на юг. Устье реки находится у села Араны в 27 км от устья Исты. Длина реки составляет 27 км, площадь водосборного бассейна — 148 км².

## Данные водного реестра
По данным государственного водного реестра России относится к Окскому бассейновому округу, водохозяйственный участок реки — Ока от города Орёл до города Белёв, речной подбассейн реки — бассейны притоков Оки до впадения Мокши. Речной бассейн реки — Ока.
Код объекта в государственном водном реестре — 09010100212110000018575.